# 山崎保代
山崎 保代（やまざき やすよ、1891年10月17日 - 1943年5月29日）は、日本の陸軍軍人。最終階級は陸軍中将。太平洋戦争（大東亜戦争）中、アッツ島の戦いを指揮し17日間の激しい抗戦の後戦死した。

## 経歴
山梨県南都留郡禾生村（現：都留市）出身。現在の都留市四日市場の保寿院住職の山崎玄洞の二男として生れる。日川中学校、名古屋陸軍地方幼年学校、中央幼年学校を経て、1913年（大正2年）5月、陸軍士官学校（25期）を卒業、同年12月、陸軍歩兵少尉に任官し歩兵第15連隊附となる。1918年（大正7年）4月から1920年（大正9年）12月までシベリア出兵に従軍。同連隊の大隊副官、中隊長を務め、1928年（昭和3年）5月、済南事変に出動。以後、同連隊の沼田中学校配属将校、大隊長を歴任し、歩兵第50連隊補充隊長、第36師団兵器部長などを歴任。1940年（昭和15年）3月に陸軍歩兵大佐に進級し歩兵第130連隊長を拝命。
1943年（昭和18年）2月に北海守備第2地区隊長に任命され伊31でアッツ島に着任した。
アッツ島の戦いでは2,650名の守備隊を指揮し水際防御ではなく、のちのペリリュー島の戦いや硫黄島の戦いと同じく敵を島の内部や高地に引き込む戦略を採用し陣地を構築した。これに、もともとの険阻な地形、濃霧の出がちな気象条件とあいまって、戦闘は過酷なものとなった。上陸したアメリカ軍との戦闘は、日本軍側からの攻撃が最後に自殺的突撃のような形で終るまで続けられ、一般にはこれが最初の日本軍玉砕として語られ、太平洋戦争の激戦のひとつとして記憶されることとなった。
山崎は歩兵1個大隊半の援軍と弾薬・食糧等物資の支援を要請、上級の北方軍司令官の樋口季一郎中将は大本営にかけ合い、いったんは増援の約束を取り付けたものの、悪天候や海軍側の消極姿勢の結果、大本営は最終的にこれを実行することは困難と判断、増援計画は中止され、日本軍守備隊は孤立化による食糧・兵力不足に陥った。5月20日北方軍の樋口司令官から山崎部隊長に支援中止と謝罪の連絡が、ついで同月23日には北方軍から玉砕の覚悟を望むとの電文まで入ることとなった。
1943年5月29日、日本軍の野戦病院で動けない者は自決させられるか処分されることとされ、山崎部隊長は守備隊の生存者に本部前に集まるよう命令、最後に旭湾（マサカー湾）近くの臥牛山附近のアメリカ軍陣地に攻撃を行った。山崎は右手に軍刀、左手に日の丸の布を持って攻撃部隊の先頭に立ち、満身創痍の将兵約300～400名が後に続いた。山の斜面を進み、当初は霧に紛れてアメリカ軍の哨戒線の中を進み、スピーカーから流れる降伏勧告を無視して突撃し、アメリカ軍陣地で白兵戦を挑もうとした。アメリカ軍における報告によれば、ほとんど全員が何らかの負傷を追っているらしく、日本兵らは足を引きずるか膝をすり、中には両足を負傷し腕で這ってゆっくりと近づいて機関銃を持ったアメリカ軍に襲いかかった者もいるとされる。いずれにせよ、降伏勧告や銃撃にもにもかかわらず次第に近づいてくる日本軍将兵らにアメリカ軍はついに砲火を集中、攻撃部隊は壊滅、山崎も戦死し、アッツ島守備隊は玉砕した。
死後二階級特進し、陸軍中将に進級。援軍を要請していた山崎であったが、大本営からは「山崎大佐はただの一兵も援軍を求めませんでした」と発表された。なお、戦後遺骨収集の際に攻撃部隊の一番先頭で遺品・遺骨が確認されたのは山崎である。
保代没後の1954年（昭和29年）には、父親の山崎玄洞により生家の保寿院境内に「アッツ観音」が建立される。1994年（平成6年）にはさらに石碑も建立されている。
姓の読み方は「やまざき」で次男の保之が父・保代の戦死から2週間後に学生航空隊の宣誓を読む映像にて確認が取れる。